# Проконсул Стародавнього Риму
Проконсул (лат. proconsul, від лат. pro — замість та лат. consul — консул) — державна посада і титул у Стародавньому Римі часів Римської республіки та імперії, а також згодом — у Візантії. Надалі цю назву для означення державної посади використали у Великій Британії і для означення деяких адміністративних посад американської влади за межами США.

## Поняття проконсулату
За часів Римської імперії проконсулом міг стати колишній консул, який отримав відповідний державний (надалі, імперський) мандат. Мета проконсулату полягала в створенні додаткових військових командирів для підтримки або проведення військових операцій. З приєднанням територій за межами італійської частини Стародавнього Риму, які були додані до держави як римські провінції, проконсул ставав одним із трьох губернаторів провінцій. Іншими двома були пропретор і проквестор. Проконсула, зазвичай, відправляли у ту провінцію, у якій було багато римських військ.

## Межі проконсульської влади
Проконсули мали владу консулів на певній території, наприклад провінції, але, на відміну від консулів, не вибирались на цю посаду зібранням по центуріям (центуріатні коміції, лат. comitia centuriata). Вперше цю посаду започаткували для Марка Клавдія Марцелла, якому під час Другої Пунічної війни після закінчення його консульських повноважень було збережено положення головнокомандувача. Хоча Тит Лівій згадує, що титул «проконсул» надали Квінту Публілію Філону у 326 році до н. е. під час другої Самнитської війни. Тит Лівій згадує й раніших римських діячів, яких називали проконсулами. Але ймовірно, що тоді проконсулами називали командирів резервних військ.

## Проконсулат за часів занепаду Римської республіки
Коли число римських провінцій за часів останнього періоду Римської республіки стало великим, консулам, які провели консульський рік у Римі, надавалися повноваження проконсулів римських провінцій для ведення або припинення війни в провінції та задля допомоги цивільній владі там. Рідко відбувалось, що проконсулом ставав той, хто до цього не був консулом. Зокрема, таким проконсулом в Іспанії став Публій Корнелій Сципіон Африканський у 211 році до н. е., який був занадто молодим аби стати консулом. Це була виняткова міра, яка створила надалі прецедент.

## Проконсулат за часів Римської імперії
Зі створенням імперії Октавіаном Августом відбувся поділ римських провінцій на ті, що були під безпосереднім управлінням самого імператора, та такі, якими управляв римський сенат. Посади проконсулів залишилися у сенатських провінціях.
Під час занепаду Римської імперії імператор Діоклетіан значно збільшив число проконсулів аби обмежити владу губернаторів провінцій.
Після того, як Візантійська імперія стала правонаступницею Римської імперії, частина деяких її єпархій перебувала під управлінням проконсулів. Зокрема подібне відбувалось у провінції Азія, провінції Африка та македонських провінціях.